# Júnior Baiano
Raimundo Ferreira Ramos Júnior, plus connu sous le nom de Júnior Baiano, est un footballeur brésilien né le 14 mars 1970 à Feira de Santana, qui évoluait au poste de défenseur central.

## Carrière
Junior Baiano a gagné des titres avec tous les clubs brésiliens avec lesquels il a joué. Il a glané en particulier deux titres de champion du Brésil.
Il a remporté le « ballon d'argent brésilien » en 1997.
Il a disputé la Coupe du monde 1998 avec l'équipe du Brésil (défaite en finale contre l'équipe de France).
Il a été sélectionné 25 fois en équipe nationale. Sa première sélection a eu lieu en août 1997 contre l'équipe de Corée du Sud et sa dernière sélection fut le 12 juillet 1998 lors de la Finale de la Coupe du monde 1998.

## Palmarès

### En club
- Vainqueur de la Copa Libertadores en 1999 avec Palmeiras
- Vainqueur de la Recopa Sudamericana en 1994 avec le São Paulo FC
- Vainqueur de la Coupe CONMEBOL en 1994 avec le São Paulo FC
- Vainqueur de la Copa Mercosur en 1998 avec Flamengo et en 2000 avec le Vasco de Gama
- Champion du Brésil en 1992 avec Flamengo et en 2000 avec le Vasco de Gama
- Champion de l'État de Rio de Janeiro en 1991 et 2004 avec Flamengo
- Champion de l'État de São Paulo en 1994 avec le São Paulo FC
- Vainqueur de la Coupe du Brésil en 1990 avec Flamengo
- Vainqueur de la Coupe Guanabara en 2004 avec Flamengo

### En équipe du Brésil
- 25 sélections et 2 buts entre 1997 et 1998.
- Vainqueur de la Coupe des confédérations en 1997.
- Participation à la Gold Cup en 1998 (troisième).
- Participation à la Coupe du Monde en 1998 (finaliste).